# Lenophyllum
Lenophyllum là một chi thực vật có hoa trong họ Crassulaceae. 
Khoảng bảy loài mà chi này chứa phân bố ở Texas của Hoa Kỳ và đông bắc Mexico. Một số nhà phân loại xếp nó vào chi Sedum. Các loài thực vật trong chi này được phân biệt với các loài Sedum bởi sự hiện diện của các cụm hoa ở cuối, cánh hoa mọc thẳng và các lá mọc đối. Tên có nguồn gốc từ các từ Hy Lạp cổ đại ληνός (lenos), có nghĩa là "máng", và φύλλον (phyllon), có nghĩa là "lá". 

## Một số loài
- Lenophyllum acutifolium Rose
- Lenophyllum guttatum Rose[2]
- Lenophyllum texanum (J.G.Sm.) Rose[3]
- Lenophyllum weinbergii Britton[2]